# Manuel Saint-Paul
 (mars 2022).
Pour les articles homonymes, voir Saint-Paul.
Pour les articles homonymes, voir Saint-Paul.
Manuel Saint-Paul, né le 11 juillet 1966 à Châtenay-Malabry (alors dans le département de la Seine, aujourd'hui dans les Hauts-de-Seine), est un journaliste français. Il a été tour à tour grand-reporter, rédacteur en chef et directeur de rédaction à la télévision et à la radio. Il est actuellement rédacteur en chef de l’émission L'Info du vrai sur Canal+.

## Biographie

### Carrière professionnelle

#### Rédacteur en chef
Depuis 2003, il est le rédacteur en chef des différentes émissions d’information présentées par Yves Calvi et produites par Jérôme Bellay. Il a ainsi contribué à la création de C dans l’airsur France 5, 24 heures en questions sur LCI, et de L'Info du vrai sur Canal+.
Jusqu’en 2016, il est directeur des rédactions de Maximal Productions. Jérôme Bellay, lui confie la rédaction en chef de C dans l’air, C politique, C à dire, La Planète des Autres sur France 5, A la Carte sur France 3, et les Arts de Vivre sur France 24
Il est responsable des documentaires de Maximal Productions lorsque Muttur: Un Crime contre l’Humanitaire réalisé par Anne Poiret reçoit le Prix Albert-Londres en 2007.
En 2016, il devient directeur adjoint de la rédaction de LCI responsable de 24 heures en questions.
En 2017, il rejoint Canal+ pour devenir rédacteur en chef de L'Info du vrai, émission d’actualité quotidienne diffusée en clair de 18h30 à 20h.

#### Grand reporter
De 1997 à 2003, il est correspondant permanent à Berlin de Europe 1, puis responsable du Service étranger de la station de radio. Durant ces années, il suit notamment les voyages officiels du président de la République et du ministre des Affaires étrangères.
En 1994, il participe en tant que spécialiste de politique étrangère au lancement de LCI, la toute première chaîne d’information française créée par Jérôme Bellay pour le groupe TF1. Reporter sur le terrain, il présente également Le Journal du monde et L’Hebdo du monde. 
En 1988, il rejoint l’aventure de La Cinq où Patrice Duhamel l’embauche pour faire ses premiers reportages dans les journaux télévisés et dans le magazine d’information Reporters, présenté par Patrick de Carolis. 
A la fin de La Cinq en 1992, il devient journaliste pigiste à La Marche du siècle (France 3), Capital et Zone Interdite (M6).
Grand Reporter, il a couvert la réunification allemande depuis la chute du mur de Berlin, les guerres au Rwanda, en Bosnie, au Kosovo, en Macédoine, au Liban, le conflit israélo-palestinien, le putsch contre Mikhaïl Gorbatchev à Moscou ou encore les attentats du World Trade Center à New York.
Au cours de ses reportages, il a interviewé des personnalités comme Jacques Chirac, François Mitterrand, Valéry Giscard d’Estaing, Helmut Kohl, Gerhard Schroeder, George W. Bush, Boris Eltsine, Yasser Arafat, Benjamin Netanyahu, Fidel Castro, Hugo Chavez, le prix Nobel de la paix Elie Wiesel ou le criminel de guerre Ratko Mladić.

### Formation
Manuel Saint-Paul a obtenu son baccalauréat au lycée Rochambeau de Washington aux États-Unis en 1984.
Après des études de relations Internationales à l'université George-Washington et de droit à la Faculté Jean-Monnet, rattachée à l'université Paris-Saclay, il effectue en 1987 son premier stage de 3 mois au journal américain International Herald Tribune.

### Vie privée
Manuel Saint-Paul est marié à la journaliste Valérie Fayolle, avec laquelle il a deux enfants. 
De culture franco-allemande, il est le fils de Rita Metten Saint-Paul et du journaliste Gérard Saint-Paul. Il est le frère du journaliste Patrick Saint-Paul. Son nom de famille trouve ses origines dans le village de Saint-Paul-le-Froid en Lozère.